# Allevard
Allevard, známá též pod názvem Allevard-les-Bains, je francouzská obec v departementu Isère v regionu Auvergne-Rhône-Alpes. V roce 2009 zde žilo 3 768 obyvatel. Je centrem kantonu Allevard.